# (73539) 2003 OW18
(73539) 2003 OW18 – planetoida z pasa głównego asteroid okrążająca Słońce w ciągu 5,62 lat w średniej odległości 3,16 j.a. Odkryta 30 lipca 2003 roku.